# Karl Schwenk
Karl Schwenk (* 24. Juli 1883 in Frankfurt am Main; † 4. August 1941 in Lindenfels) war ein deutscher römisch-katholischer Geistlicher und Märtyrer.

## Leben
Karl Schwenk verlor 1892 seinen Vater und wuchs bei der Mutter in Hambach (Heppenheim) auf. Er besuchte das Gymnasium in Bensheim, studierte Theologie in Mainz und wurde am 4. April 1908 zum Priester geweiht. Die Stationen seines Wirkens waren: Dieburg, St. Christoph (Mainz), Heidesheim am Rhein, Nieder-Olm, Dromersheim, Kostheim und Ober-Wöllstadt (1916 Pfarrer). Im September 1924 wurde er Pfarrer der 70 Dörfer umfassenden Diasporagemeinde Lindenfels im Odenwald.
Ab 1933 widersetzte er sich in vieler Hinsicht den nationalsozialistischen Machthabern und predigte anspielungsreich gegen ihre Politik, so dass das Pfarrhaus mit Steinen beworfen wurde. Am 14. März 1941 wurde er von der Gestapo verhaftet und verbrachte vier Monate im Landgerichtsgefängnis Rundeturmstraße in Darmstadt. Nach einer Blinddarmoperation, zu der er sich in Lindenfels erholen durfte, sollte er wieder ins Gefängnis zurück, erlag jedoch zuvor einem Schlaganfall.

## Gedenken
Die deutsche Römisch-katholische Kirche hat Karl Schwenk als Märtyrer aus der Zeit des Nationalsozialismus in das deutsche Martyrologium des 20. Jahrhunderts aufgenommen.